# Austrolabrus maculatus
Genre
Espèce
Statut de conservation UICN

 LC  : Préoccupation mineure
Austrolabrus maculatus est une espèce de poissons de la famille des Labridae du sud de l'Australie, c'est la seule espèce du genre Austrolabrus.
Elle a été originellement décrite sous le protonyme Labrichthys maculata Macleay, 1881.